# Hermann Graedener

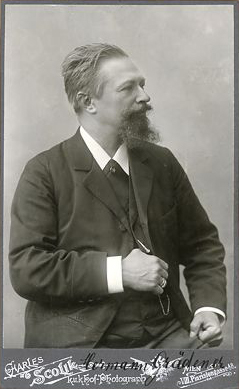
Hermann Graedener.

Hermann Graedener (även Grädener), född den 8 maj 1844 i Kiel, död den 18 september 1929 i Wien, var en österrikisk tonsättare och musikpedagog. Han var son till Carl Graedener.
Graedener innehade olika befattningar som pedagog, organist och dirigent i Wien. Han komponerade två operor, två symfonier, violin-, violoncell- och pianokonserter, kammarmusik, sånger med mera.